# Timesteo
Cayo o Gayo Furio Sabinio Áquila Timesteo (latino: Gaius Furius Sabinius Áquila Timesitheus; c. 190 – 243) fue un político romano, Prefecto del pretorio bajo el emperador Gordiano III.

## Biografía
Timesteo, tal vez de origen anatólico, era miembro del orden equestre y siguió el cursus honorum, llegando a ser muy influyente bajo los emperadores de la dinastía de los Severos Heliogábalo y Alejandro Severo. Su ascenso conoció una interrupción durante el reino de Maximino el Tracio, quien le envió a Oriente, y contra el cual conspiró en 238.

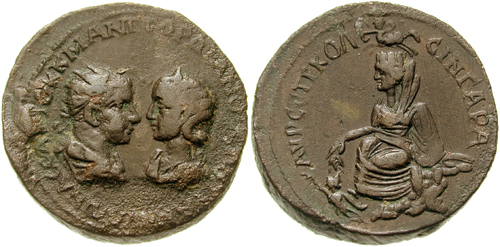
Moneda de bronce acuñada en Síngara en cuyo anverso aparecen Gordiano III y su esposa Tranquilina, hija de Timesteo.

En 240 o 241 alcanzó la cima de su carrera, convirtiéndose en prefecto del pretorio del nuevo emperador, el joven Gordiano III: su posición era casi la de regente, en cuanto aumentó la propia influencia sobre Gordiano, dándole por esposa a su propia hija, Furia Sabina Tranquilina.
La política de Timesteo y de sus dos colaboradores, los hermanos Gayo Julio Prisco y Marco Julio Filipo, futuro emperador Filipo el Árabe, fue la de restaurar el predominio del emperador sobre el Senado, al igual que había sido durante el periodo de los Severos. Dentro de esta perspectiva de restauración de la política severiana está la campaña de Persia de 243, para golpear a los enemigos de siempre, los Sasánidas, y recuperar las ciudades perdidas.
La campaña fue preparada por Timesteo -Gordiano tenía menos de dieciocho años-, seleccionando con cuidado los comandantes militares, y evitando elegir senadores, en favor de personas con más experiencia militar; reorganizó las tropas que custodiaban África; se ocupó también del confín danubiano, atacando y derrotando a las problemáticas tribus de los Carpos, de los Sármatas y de los Godos. El ejército romano, cuyo jefe era el emperador, pero bajo el mando efectivo de Timesteo, partió de Antioquía, atravesó el Éufrates cerca de Zeugma en la primavera de 243, reconquistando las ciudades fronterizas de Carras y Edesa, y se encontró con el ejército de Sapor I en la batalla de Resena, derrotándolo. Luego, los romanos marcharon sobre Nísibis y Singara, retomándolas, para luego volver atrás y apuntar contra la capital sasánida de Ctesifonte. El curso de la guerra cambió en este momento: Timesteo, verdadero ganador de la batalla de Resena, murió, tal vez de enfermedad, siendo sustituido por Filipo.
La empresa de Timesteo, la victoria de Resena y la reconquista de Carras, encuentra tal vez eco en el Apocalisse de Elia, que profetiza la llegada de un ejército romano de 100.000 infantes, 100.000 caballeros y 30.000 marinos, al mando de Timesteo y Filipo.